# مارسلا رسترپو
مارسلا رسترپو (انگلیسی: Marcela Restrepo؛ زادهٔ ۱۰ نوامبر ۱۹۹۵) بازیکن فوتبال اهل کلمبیا است.
وی همچنین در تیم‌های ملی فوتبال، تیم ملی فوتبال زنان کلمبیا بازی کرده است.
وی در مسابقات کشوری و بین‌المللی در مجموع برندهٔ ۱ مدال طلا شده است.